# MacPlay
MacPlay，是两个美国出版商用于发布Macintosh计算机游戏的名称。

## 历史

### 1990年至1997年
MacPlay创于20世纪90年代，为Interplay Entertainment的一个部门。它以制作人比尔·杜根为首。在此期间，MacPlay发表著名的游戏，包括《德军总部3D》，《Out of this World》，《鬼屋魔影》系列和《下降》系列。
由于在Mac市场20世纪90年代衰退，Interplay退出Macintosh游戏市场，并于1997年放弃MacPlay。

### 2000年至2004年
2000年，United Developers LLC从Interplay获得MacPlay品牌并用作全资子公司的名称。Ron Dimant成为MacPlay总部设在德克萨斯州达拉斯的首席执行官。在21世纪初，MacPlay出版了两种游戏——常规游戏和“价值”游戏。在此期间发表的出名游戏包括《博德之门II》，《威严的幻想王国》，《辐射》系列的前两款游戏。通过MacPlay发布的最后一款游戏是在2004年5月发布的《特隆2.0》。

### 2004年至2014年
联合开发继续持有MacPlay名。从2004年11月到2008年，MacPlay.com成为一个软件零售网站。
2008年，MacPlay.com重定向到MumboJumbo。

### 2015年
MacPlay再次推出Mac App Store中的Macintosh电脑游戏出版商。该公司于2015年4月发布《永恒支柱》。之后，该公司公布一些流行的游戏，如Shetler 2，The Silent Age，Cities in Motion。